# Kartografia

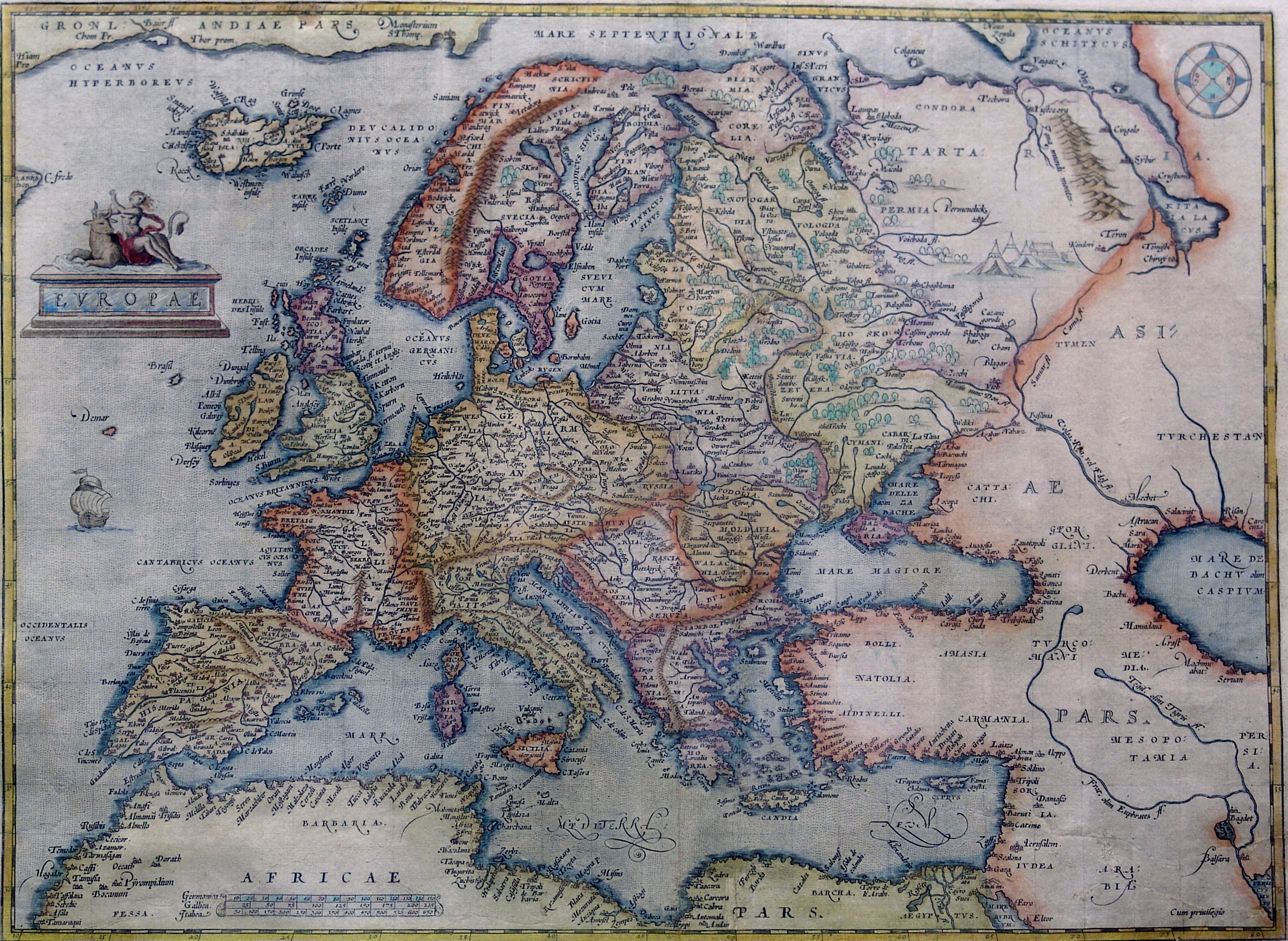
Mapa Europy wykonana przez Abrahama Orteliusa w 1595

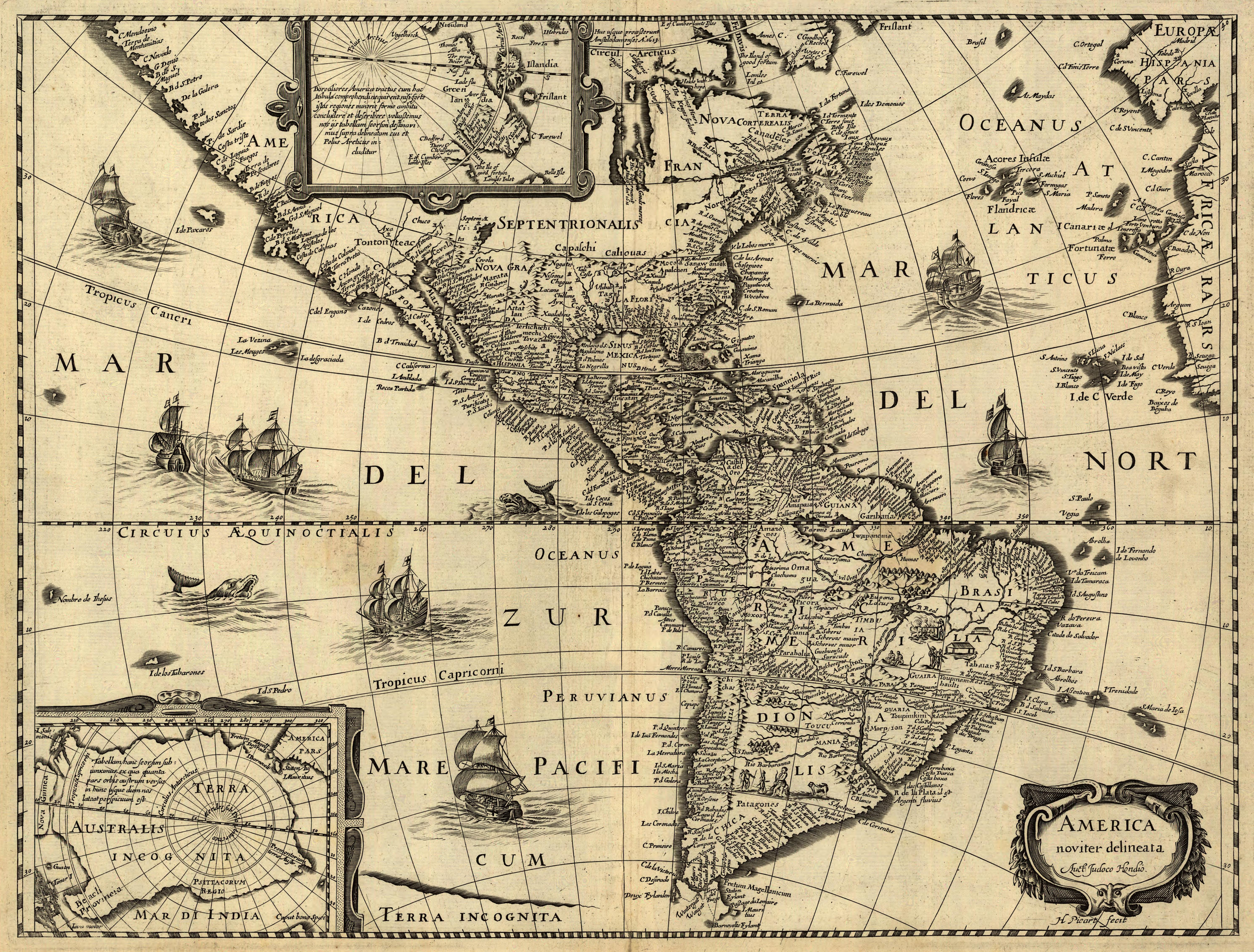
Mapa Ameryki z XVII w.

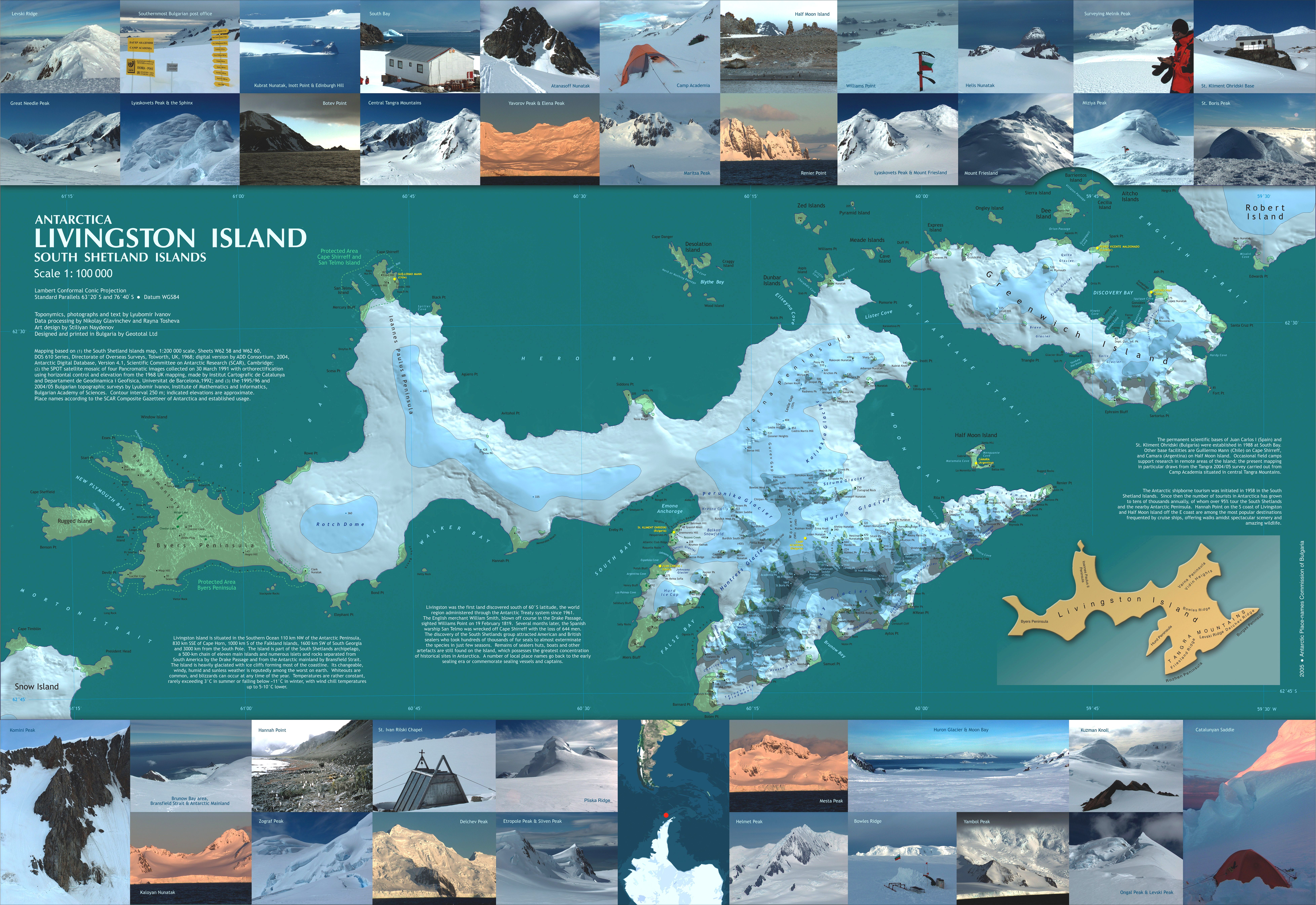
Mapa ilustrowana

Kartografia (gr. χάρτης chartēs, „papirus, arkusz, mapa”, γράφειν graphein, „pisać”) – dziedzina nauki o mapach (w tym o atlasach, globusach, modelach plastycznych – mapach plastycznych itp.), teorii map, metodach ich sporządzania i użytkowania; jak również dziedzina działalności organizacyjnej i usługowej, związanej z opracowywaniem, reprodukcją i rozpowszechnianiem map.
Pod pojęciem kartografii rozumie się także dziedzinę, zajmującą się przekazywaniem informacji, które są odniesione do przestrzeni (głównie geograficznej) a zakodowanych w formie graficznej lub cyfrowej.
Najbliższą kartografii dziedziną nauki jest geografia, ale nie jest jej częścią, ponieważ ma własne metody badań i koncepcje teoretyczne. Kartograficzna metoda badań jest związana z zastosowaniem map do opisu, analizy i poznania naukowego zjawisk.
W Polsce – wraz z geodezją – stanowi jedną z dyscyplin nauk technicznych.
Kształtowała się w trzech okresach historycznych:
- od czasów starożytnych do renesansu,
- od połowy XVI do połowy XX wieku,
- od połowy XX wieku.

## Działy kartografii
Do najczęściej wyróżnianych działów kartografii można zaliczyć:
- kartoznawstwo – wiedzę o mapach, ich właściwościach i formułach,
- kartografię matematyczną – zajmującą się teorią odwzorowań kartograficznych powierzchni Ziemi na mapach oraz podstawami matematycznymi wykonywania pomiarów na mapach,
- redakcję i opracowanie map,
- reprodukcję kartograficzną,
- topografię,
- kartometrię – zajmującą się zasadami i metodami pomiarów na mapach,
- historię kartografii,
- kartologię – uważaną za nadbudowę teoretyczną kartografii praktycznej. Kartologia korzysta z ustaleń logiki, semiotyki, prakseologii, psychologii, teorii informacji.